# Xyris subulata
Xyris subulata là một loài thực vật hạt kín trong họ Hoàng đầu. Loài này được Ruiz & Pav. miêu tả khoa học đầu tiên năm 1798.